# Acontia bella
Acontia bella là một loài bướm đêm trong họ Noctuidae.